# Список городов Арды
Алфавитный список городов и крепостей Средиземья, упомянутых в произведениях Дж. Р. Р. Толкина.

## Города и крепости Валинора

### Аваллонэ
В переводе с квенья, Авалоннэ означает «находящийся близ Валинора». Город-порт эльфов на острове Тол Эрессеа, гавань эльдар, «одинокий остров» у берегов Валинора. В Аваллонэ разбили лагерь тэлери, перед тем как выступить к Аману. Впоследствии Авалонэ был разрушен, но в конце Первой эпохи восстановлен беженцами из Средиземья. Как считалось, «дальнозоркие» среди нуменорцев могли разглядеть этот город в ясную погоду с вершины горы Менельтарма. Название восходит к средневековой легенде об Авалоне — острове блаженных кельтской мифологии.

### Алквалондэ
Город-порт в Эльдамаре. Поселение эльфов-телери, в переводе с квенья означает «Лебединая гавань». Выстроен нолдор и телери, когда последние приплыли к берегам Валинора. Во время своего Исхода нолдор, последовавшие за Феанором, придя в Алквалондэ, просили у телери помощи в переправлении в Средиземье (ибо других путей, нежели морем на кораблях, они не видели), но получив отказ (так как телери были верны Валар и не хотели делать что-то против их воли), нолдор вошли в Лебединую гвань, пытаясь украсть корабли. Телери воспротивились этому и сбросили многих нолдор в море. Тогда обнажились мечи и произошла первая братоубийственная резня, в которой нолдор одержали верх и забрали корабли телери. Часть войска, возглавляемая Феанором и его сыновьями, перебралась в Средиземье, после чего корабли были сожжены. Вторая часть войска во главе с Финголфином отправилась в Средиземье обходным путём по льдам Хелкараксэ.

### Валимар
Город Валар, столица Валинора, также называемый «Валимар многозвонный». Находится на равнине Валинора за горами Пелори. Вблизи города на холме Эзеллохар росли два Древа Валинора.

### Ильмарин
Жилище Манвэ и Варды в Валиноре на горе Таникветиль, с которой можно было осматривать весь остальной мир.

### Тирион
Главный город Эльдамара, возведённый на холме Туна в ущелье Калакирия. В переводе с квенья — «дозорная башня». Самой высокой башней Тириона была Миндон-Эльдалиева, у подножия которой росло Древо Галатилион. Тирион стал первым поселением нолдор в Эльдамаре. Стены этого города были белыми, а лестницы — выточены из хрусталя.

### Форменос
Северная цитадель Феанора в Валиноре. Именно в ней хранились Сильмариллы после изгнания Феанора. После уничтожения Древ Валинора цитадель была атакована Морготом, который убил короля Финвэ, противоставшего ему на пороге крепости, и похитил Сильмариллы.

### Чертоги Мандоса
Некая крепость на западных границах Валинора, обращённая к Окружающему морю. Обитель Вала Намо (более известный под именем Мандос). В Чертогах Мандоса собираются души умерших эльфов, но они попадают в разные залы, где ожидают своей дальнейшей судьбы. Сам Мандос называет их «Залами ожидания». Впоследствии практически бессмертные эльфы могут переродиться и вернуться к родным в Валинор; у людей же другая судьба, и что происходит с ними, ведомо, пожалуй, лишь Эру Илуватару.

## Города Белерианда

### Ангбанд
Неприступная и хорошо укреплённая цитадель, построенная Мелькором на рассвете существования Арды, вторая после Утумно. После выхода из заточения в Валиноре Мелькор (с того времени известный как Моргот) вернулся в Белерианд и сделал Ангбанд в Железных горах основой своей мощи. В течение почти целой эпохи Моргот, находясь в Ангбанде, вёл войны с эльфами Белерианда, а в конце Первой эпохи потерпел поражение от армии Валар в Войне гнева.

### Барад Нимрас
Прибрежная сторожевая башня Финрода Фелагунда на мысе Фалас, западнее Эглареста. Название означает «Башня белого рога», хотя никаких рогов там и в помине не было. Скорее, слово «рог» относится либо к силуэту самой башни, либо к узкому выступу, на котором она и была расположена.

### Барад Эйтель
Могучая горная цитадель в месте под названием Эйтель Сирион у истока реки Сирион. Возведена верховным королём нолдор-изгнанников Финголфином и служила столицей его королевства.

### Гондолин
Город и потаённое королевство короля Тургона в Окружных горах в долине Тумладен. Просуществовал дольше всех эльфийских королевств и крепостей во время войн между эльфами и Морготом в Первую эпоху.

### Виньямар
Эльфийский город под владычеством короля Тургона, находившийся в Неврасте, построенный после возвращения эльфов в Средиземье в начале Первой эпохи. Город раскинулся под горой Тарас и был населён всего лишь в течение 100 лет, после чего Тургон и его народ оставили город и переселились в Гондолин.

### Менегрот
Столица Дориата, королевства эльфов-синдар в Первую эпоху. Был взят и разграблен гномами в походе за Наугламиром, затем окончательно разрушен в междоусобных войнах с сыновьями Феанора.

### Минас Тирит на Тол Сирион
Эльфийская крепость на острове посреди реки (Тол Сирион). Возведена королём Финродом Фелагундом вскоре после прихода в Белерианд. Примерно на протяжении 400 лет крепость принадлежала эльфам дома Финарфина. В 457 году Первой эпохи была взята войском Ангбанда под предводительством Саурона. Остатки защитников бежали в Нарготронд, а остров, на котором стояла крепость, после этого стали называть Тол-ин-Гаурхот («Остров оборотней»). В 465 году Первой эпохи остров был освобождён от власти Саурона Лутиэн Тинувиэль и валинорским псом Хуаном, вследствие чего Минас Тирит, лишённый поддерживающей его воли Саурона, разрушился. После Войны гнева руины крепости вместе с Белериандом опустились на дно Великого моря.

### Нарготронд
Тайная цитадель и столица Финрода Фелагунда, построенная по образу Менегрота в Дориате. Она была врезана в скалу над рекой Нарог и попасть внутрь можно было лишь по узкому горному серпантину. Был разрушен драконом Глаурунгом, который вполз в город по новому мосту, построенному по совету Турина Турамбара.

### Тангородрим
Три огромные защитные горы над вратами Ангбанда, сотворённые Мелькором. Были разрушены мёртвым драконом Анкалагоном, когда тот пал с небес, сражённый Эарендилем.

### Утумно
Первая цитадель Мелькора на севере в Железных горах. Вариант названия на синдарине — Удун. Расцвет Утумно приходится на Эпоху Светильников Валар. Именно из Утумно Мелькор атаковал Светильники и начал изменять мир Средиземья. Также в Утумно он извратил эльфов и превратил их в орков. Утумно простояла 1146 лет и была разрушена Валар во время Войны стихий. Мелькор при этом был взят в плен и заключён под стражу в Валиноре. И хотя Утумно не была уничтожена полностью, Моргот в неё не вернулся.

### Химринг
Холм, на котором стояла крепость и столица владений Маэдроса. После окончания Войны гнева и затопления Белерианда во Вторую эпоху превратился в остров и стал носить название Тол Химринг. Тол Химринг располагался к северо-западу от линдонского побережья. 

## Города Нуменора

### Андуниэ
Город-порт на западном побережье острова Нуменор, первоначально — столица острова. Владыки Андуниэ происходили из рода Эльроса и принадлежали к высшей знати Нуменора, до пленения Саурона входили в Совет Скипетра. Первым владыкой Андуниэ был Валандиль, а последним — Амандиль.

### Арменелос
Столица Нуменора.

### Ниндамос
Прибрежное поселение на юге Нуменора.

### Ондосто
Центральный город Форостара на севере Нуменора.

### Пеларгир
Крепость и порт, расположенные неподалёку от устья Андуина. После падения Нуменора перешёл к Гондору.

### Роменна
Крепость и порт на восточном побережье Нуменора. Королевское убежище, другими словами — «резиденция». В переводе с квенья название города означает  «Обращённый на восток». 

### Эльдалондэ
Портовый город Нуменора, расположенный в западной его части в устье реки Нундуин, впадающей в залив Эльданны. В переводе с квенья название города означает  «Эльфийская гавань».

## Города Западного Средиземья

### Агларонд
Агларонд («Сияющие пещеры») — сеть пещер в Белых горах к западу от Хельмова ущелья. Рядом с пещерами располагалась нуменорская крепость, позднее названная Хорнбургом. Жители Рохана не ценили красоту пещер, используя их как склады на случай войны. Позднее Агларонд был заселён гномами, основавшими там своё королевство.

### Аннуминас
Столица Арнора, основанная Элендилем. Находится на берегу озера Эвендим. В Третью эпоху пребывал в запустении, в Четвёртую — отстроен и превращён во вторую столицу.

### Белегост
Эльфийское название (значит просто «Великая крепость») гномьей цитадели в Синих горах. На гномьем же языке цитадель именуется Габитгатхол. Гномы Белегоста помогли Тинголу построить Менегрот, получив в награду много жемчуга. Они первыми в Средиземье освоили плетение кольчуг. Их король Азагхал был первым обладателем Драконьего шлема, однако после того как Маэдрос спас его и его сокровища от орков, подарил эту реликвию эльфийскому владыке. В Битве несчетных слёз, умирая, ранил дракона Глаурунга, который после этого скрылся вместе с полчищем тварей Моргота. Там он и его гномы спасли нолдор от драконов. Гномы Белегоста отвергли призыв гномов Ногрода атаковать Дориат.

### Бритомбар
Портовый город Кирдана Корабела на побережье Фаласа в Западном Белерианде, расположенный севернее Эглареста в устье реки Бритон. В 497 году пал под натиском сил Моргота. После Войны гнева его развалины ушли под воду вместе со всем Белериандом.

### Город гоблинов
Город гоблинов (англ. Goblin Town) — поселение гоблинов (или орков), находившееся под Высоким перевалом во Мглистых горах и управлявшееся Великим Гоблином. Представлял собой систему пещер и туннелей, проходящих под всей горой, с «запасным выходом» около гнезда Орлов в Пустоши. Пещера Голлума была недалеко от этого выхода.
Во время путешествия к Эребору Бильбо Бэггинс вместе с отрядом гномов Торина Дубощита попал в плен к обитателям Города гоблинов. Их приволокли к Великому Гоблину, который обвинил их в шпионаже и страшно разозлился, увидев у Торина меч Оркрист, «разрубатель орков», после чего приказал жестоко расправиться с пленниками. Лишь с помощью Гэндальфа Бильбо и гномам удалось убить Великого Гоблина и спастись бегством.

### Дол Амрот
Город-крепость, оплот западного Гондора, ко времени Пелленорской Битвы считалась одной из самых надёжных в Гондоре после столичного Минас Тирита. Назван в честь Амрота, короля Лориэна, пропавшего в море примерно за 100 лет до основания крепости. Испокон веков управлялся нуменорским князем Галадором, а затем его потомками. В Дол Амроте, близ Пеларгира и вообще в Белфаласе много потомков нуменорцев, и многие из них пользовались синдарином как разговорным ко времени Войны Кольца, когда большинство гондорцев говорило на вестроне. В Дол Амроте очень не любят пиратов и пиратство: за Третью Эпоху им пришлось отбить немало пиратских набегов. Кроме патрулирования залива Белфалас, дол-амротские корабли совместно с морскими силами Пеларгира занимаются борьбой с береговым пиратством на побережье Энедвайта (Рохан).
Своим искусством славятся арфисты из Дол Амрота; также там сильна память о эльфах и хорошо помнят их предания.
Во время Войны Кольца Дол Амрот прислал на помощь Минас Тириту самое сильное войско — 800 пеших воинов и отряд конных рыцарей, которых возглавил сам князь Дол Амрота, Имрахиль. При обороне Минас Тирита он появлялся в самых опасных местах и вместе с Гэндальфом Белым возглавил гарнизон. После смерти Дэнетора II князь Имрахиль временно принял (с согласия Арагорна) власть в городе. В походе к Мораннону Имрахиль вывел 2000 дол-амротцев (пополнив отряд своими людьми, пришедшими за Элессаром).
Знамя Дол Амрота — серебряный корабль-лебедь на золотом поле.

### Изенгард
Крепость на реке Изен, цитадель Сарумана. Построена нуменорцами. Посреди Изенгарда стоит несокрушимая башня Ортханк. Её высота составляет около 150 метров (для сравнения, высота внешних стен крепости — около 50 метров). Стены Изенгарда описывают идеальный круг.

### Калэмбель
Городок на реке Кирил, у подножья Белых гор в Ламедоне.

### Карас Галадон
Лесной город Галадримов. Резиденция Келеборна и Галадриэль в королевстве Лотлориэн.

### Линхир
Городок в Южном Гондоре близ бродов реки Гилрейн, недалеко от дельты Андуина. Место локальной битвы во время Войны кольца.

### Лонд Даэр
В переводе — «Великая Гавань». Нуменорский порт в устье реки Гватло. Большую часть Второй эпохи оставался важным плацдармом Нуменора. Полное название — Лонд Даэр Энед. Суффикс «Энед» означает «срединный», «посередине» и объясняет положение города ровно на полпути между Линдоном на севере и Пеларгиром на юге.

### Минас Итиль
Восточный побратим Минас Анор, «Крепость Луны» Гондора, столица Итилиэна. Основан потомками нуменорцев. В Третью эпоху захвачен войском назгулов, во время оккупации войсками Мордора носил название Минас Моргул. После победы в Войне Кольца разрушен до основания.

### Минас Тирит
Изначально Минас Анор, «Крепость солнца» или Белый город, столица Гондора. Основан потомками нуменорцев. После захвата Врагом Минас Итиля был переименован в Минас Тирит («Крепость-Страж»). В Войну кольца претерпел осаду войск Мордора во время Битвы на Пеленнорских полях, но в итоге орды Мордора потерпели поражение и были рассеяны.

### Митлонд (Серые гавани)
Столица Линдона, порт на западном побережье Средиземья, населённый эльфами. Был основан в начале Второй эпохи Гиль-галадом. С начала Третьей эпохи Серые гавани находились под владычеством Кирдана Корабела. Оттуда в Аман отплывали корабли эльфов, пожелавших расстаться со Средиземьем. Также из Серых гаваней с эльфами отплыли Фродо, Бильбо и Гэндальф.

### Мичел Делвинг
Административный центр хоббитского Шира. Английское название звучит как Michel Delving, в ряде изданий переводится как Землеройск или Микорыто. Название означает «большие ямы».

### Мория (Кхазад-дум)
Подземное государство гномов, состоящее из множества тоннелей и залов. По преданиям гномов Средиземья, основана Дурином, Первым гномом. В Третью эпоху захвачена балрогом, случайно разбуженным гномами, и заселена орками под властью Азога, тогда и получив название — Мория (с эльфийского — «чёрная бездна»). Балин предпринял неудачную попытку отвоевать Морию незадолго до Войны кольца. В Четвертую эпоху была возвращена под власть народа гномов.
Изначальное гномье название Мории — Кхазад-дум.

### Ногрод
Древняя твердыня гномов в Синих горах, южнее Белегоста. Гномье название — Тумунзахар.

### Осгилиат
Осгилиат (синд. Osgiliath, в переводе «цитадель звезд») — крепость на берегах Андуина, первая столица Гондора. В годы Распри родичей Осгилиат сильно пострадал от пожаров, а после Великой чумы 1636 года Третьей эпохи столицу перенесли в Минас Анор. В Осгилиате же стоял гарнизон, оборонявший переправу через Андуин. В годы Войны кольца крепость несколько раз переходила из рук в руки и была почти полностью разрушена (см. Битва при Осгилиате). Отстроили ли её заново в Четвертую эпоху, неизвестно.

### Пеларгир
Крупный порт в Лебеннине, на юге Гондора. Возник как колония Верных нуменорцев, после гибели Нуменора Исильдур и Анарион прибыли именно туда. Известен своим соперничеством с Умбаром. Во времена правления Кастамира Самозванца едва не стал новой столицей. Главный порт Гондора. В 3019 году Т. Э. Пеларгир почти захватили умбарские пираты, но Арагорн вместе с Армией мёртвых пришёл в самый нужный момент и освободил порт, а также уничтожил умбарскую пиратскую армаду. Оттуда корабли доставили его к битве у Пелленорских полей.

### Пригорье
Человеческое поселение времён Третьей эпохи в Эриадоре, располагавшееся к северо-востоку от Шира и к югу от руин Форноста. Пригорье лежит на пересечении двух дорог — Великого Западного Тракта и Зелёного Тракта, являясь крупнейшим населённым пунктом среди окружающих его безлюдных пустошей. Другие названия — Бри англ. Bree.

### Ривенделл (Раздол, Имладрис, Дольн)
Город-крепость эльфов под управлением Элронда, находится в западных предгорьях Туманных гор на реке Бруинен.

### Тарбад
Крепость на южных границах Эриадора, в Энедвайте. Охраняет переправу через реку Гватло. В Третью Эпоху заброшена. В Четвертую Эпоху вероятно была восстановлена.

### Умбар
Древний морской порт к югу от Гондора в большой природной гавани. Построен нуменорцами во Вторую Эпоху, однако там обосновались те из них, что склонялись на сторону Саурона (чёрные нуменорцы). После первого падения Тёмного Властелина Умбар несколько веков продолжал оставаться во владении врагов Гондора, пока не был завоёван королём Эарнилем. Впоследствии город не раз переходил из рук в руки. После поражения узурпатора Кастамира (1447 Т. Э.) в кровавой гражданской войне (1437—1447 гг.) Умбар становится прибежищем его беглых сыновей и на несколько веков отделяется от Гондора. Многие поколения его жителей угрожали прибрежным провинциям, мешая хождению гондорских судов. 25-й король, Минардиль, пал в битве с корсарами Умбара, которыми командовали Ангамайтэ и Сангахьяндо, правнуки Кастамира. 28-й король, Телумехтар, обеспокоенный наглостью корсаров, в своих набегах доходивших до Анфаласа, собрал войско и в 1810 году взял Умбар штурмом. При этом погибли последние потомки Кастамира, и Умбар был вновь присоединён к короне. Телумехтар получил прозвище Умбардакиль, «Завоеватель Умбара», но вскоре эти земли вновь отпали и были захвачены правителями Харада. Во время Войны Кольца город принадлежал корсарам. В память о высадке там сил Ар-Фаразона и победе над Сауроном дунэдайн воздвигли там Умбарскую колонну, позже разрушенную силами Тёмного Властелина.

### Форлонд
Эльфийский порт в Линдоне на северном берегу залива Лун.

### Форност
Также известен как Форност Эраин, что в переводе с синдарина означает "Северная крепость". Один из крупных городов Арнора на границе с Ангмаром, столица дунаданского княжества Артэдайн. В Третью Эпоху разрушен ангмарцами и орками и был заброшен. В Четвертую эпоху восстановлен.

### Харлонд
Эльфийский порт в Линдоне на южном береге залива Лун. (Это же название носят гавани Минас Тирита.)

### Хоббитон
Крупный город в Шире. Согласно «Властелину Колец» Толкина, Хоббитон — центральное место действия в Шире.

### Хорнбург
Город-крепость на западе Рохана, закрывающий вход в Хельмову Падь. В Войну Кольца выдержал осаду, известную как Битва при Хорнбурге.

### Эгларест
Второй портовый город Кирдана Корабела на побережье Фаласа в Западном Белерианде. Располагался южнее Бритомбара, в устье реки Неннинг. После Войны Гнева прекратил существование вместе со всем Белериандом.

### Эдорас
Столица Рохана, основанная королём Брего, сыном Эорла Юного, в долине Харроудейл. В городе находится золотой дворец Медусельд, цитадель королей Марки. Через город протекает река Снеговая (или Снежница).

### Этринг
Городок у подножия Белых гор недалеко от Калэмбеля.

## Города Мордора

### Барад-дур
Столица Мордора, главная твердыня Саурона.

### Дуртанг
Старинный гондорский замок, ставший одной из орочьих крепостей вокруг Удуна.

### Клыки Мордора (Мораннон)
Оборонительные башни-близнецы Мордора. В месте под названием Кирит Горгор, где Горы Сумрака (Эфель Дуат) соединяются с Пепельными горами (Эред Литуи) находится вход в Чёрную Страну, перекрытый Чёрными Вратами. Во дни расцвета Гондора, после первого поражения Саурона, гондорцы возвели две наблюдательные башни на входе в ущелье дабы предотвратить возвращение прихвостней Саурона в Мордор. Но в конце концов гарнизон башен пал, они перешли под контроль Ока и стали именоваться Кархост и Нархост, Зубы Мордора.

### Башня на перевале Кирит-Унгол
Сторожевая башня построенная гондорцами вскоре после заключения Последнего Союза и падения Саурона, для обороны восточного Итилиэна от угрозы из Мордора. Благодаря ослабшей бдительности гарнизона, или предательству, Вождь Назгулов захватил башню. Вероятно это произошло в год его возвращения (1980 года) в Мордор или около того. Выходом через Кирит Унгол на долгие годы завладели силы тьмы. После возвращения Саурона в Мордор, крепость служила для охраны прохода через перевал Кирит Унгол.

## Города Восточного Средиземья

### Гундабад
Гора на стыке Мглистых и Серых гор, в чьих подземельях находилось государство гномов. В Третью эпоху орки захватили Гундабад и подчинились Ангмару. После падения Ангмара долгое время подгорная крепость пустовала, но ко времени Войны кольца тысячи гоблинов собирались рядом с горой по зову послов Саурона.

### Дейл
Торговый город у подножия Эребора, в верховьях Келдуина. Долгое время после нашествия дракона Смауга был заброшен. В конце Третьей эпохи восстановлен под руководством короля Барда Лучника. Впоследствии — столица одноименного королевства Дейл.

### Дол Гулдур
Замок сил Тьмы на юге Лихолесья, цитадель Саурона во Вторую эпоху. Была разрушена объединёнными силами Светлого Совета. Перед Войной за Кольцо снова стала пристанищем для назгулов.

### Карн Дум
Неизвестно кем построенная крепость, в будущем ставшая столицей Ангмара. Располагалась в северных отрогах Мглистых гор. Была основана во Второй Эпохе и разрушена в 1975 Т. Э. после нападения дунэдайн Гондора, вместе с выжившими арнорцами и эльфами Линдона. Некоторые из орков, что остались в живых, пребывали в разрушенном Карн Думе как минимум до Войны гномов и орков, но после были все истреблены.

### Эребор
Одинокая Гора, или Эребор — город-государство гномов в одноимённой горе недалеко от Долгого Озера. Захвачено драконом Смаугом; отбито экспедицией Торина Дубощита.

### Эсгарот
Эсгарот, или Озёрный город — город людей на Долгом озере, стоявший на возвышавшемся над водой большом деревянном помосте. Эсгарот был крупным торговым портом: с юга (из Дорвиниона и с побережий моря Рун) в него доставляли снедь и ви́на, а с севера (из Эребора и королевства эльфов в Лихолесье) везли оружие и украшения. Его купцы и градоначальники славятся своей скупостью и торговой хваткой. При этом горожане могут быть отзывчивыми и не терпят трусливых лидеров. В 2941 году Третьей Эпохи Эсгарот был уничтожен драконом Смаугом, однако вскоре его отстроили заново, уже на берегу, ибо никому из горожан не хотелось жить над озером, на дне которого покоился мёртвый дракон.

### Дворец Трандуила
Подземный город лесных эльфов и эльфов синдар. Был основан Трандуилом в начале Третьей эпохи. Трандуил создал образец Менегрота, столицы Дориата.